# Permanti
Permanti is een bestuurslaag in het regentschap Sungai Penuh van de provincie Jambi, Indonesië. Permanti telt 1479 inwoners (volkstelling 2010).